# Mariánský sloup (Nový Bydžov)
Mariánský sloup se nalézá uprostřed Masarykova náměstí v centru města Nový Bydžov v okrese Hradec Králové. Barokní pískovcový sloup z roku 1706 tvoří významnou architektonickou dominantu náměstí od významných sochařů Pacáků je chráněna jako kulturní památka ČR. Národní památkový ústav tento sloup uvádí v katalogu památek pod rejstříkovým číslem ÚSKP 33269/6-674.

## Historie
Sloup byl založen už 3. května 1697, kdy byly položeny základy pro sloup a přidána socha Panny Marie Neposkvrněného početí. Samotné sousoší v základní podobě vzniklo až roku 1716, poté co se městem prohnala morová epidemie, která Nový Bydžov zasáhla o rok dříve, v roce 1715. Kolem sloupu bývala kamenná balustráda, která byla odstraněna roku 1891. 

## Popis
Sloup s centrální sochou Panny Marie Neposkvrněného početí stojí na čtyřbokém členitém podstavci se čtyřmi nakoso postavenými nárožními pilíři, na kterých stojí sochy světců, a konvexně vykrojenými stranami s nikami, ve kterých jsou umístěny sochy světců.     
Sochy ve výklencích: svatý Roch (na východní straně), svatý Josef s Ježíškem (na jižní straně, přidán roku 1941, původně zde byla svatá Rozálie a po ní svatá Ludmila), svatý Šebestián (na západní straně) a svatý František Xaverský (na severní straně).
Sochy na pilířích: svatý Jan Nepomucký (na jihovýchodní straně), svatý Vavřinec (na jihozápadní straně), svatý Václav (na severozápadní straně) a svatý Florián (na severovýchodní straně).

## Galerie

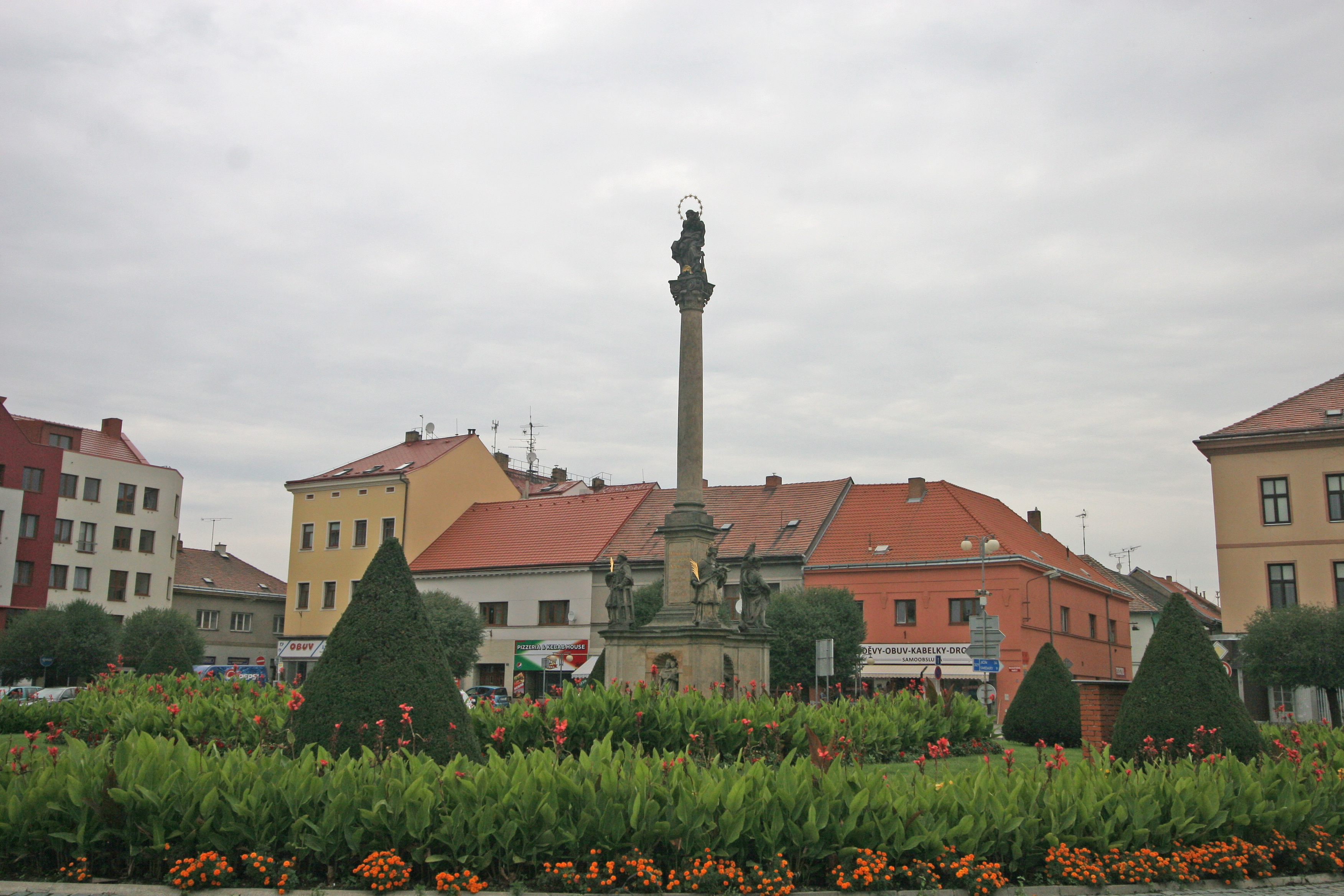
Mariánský sloup v Novém Bydžově
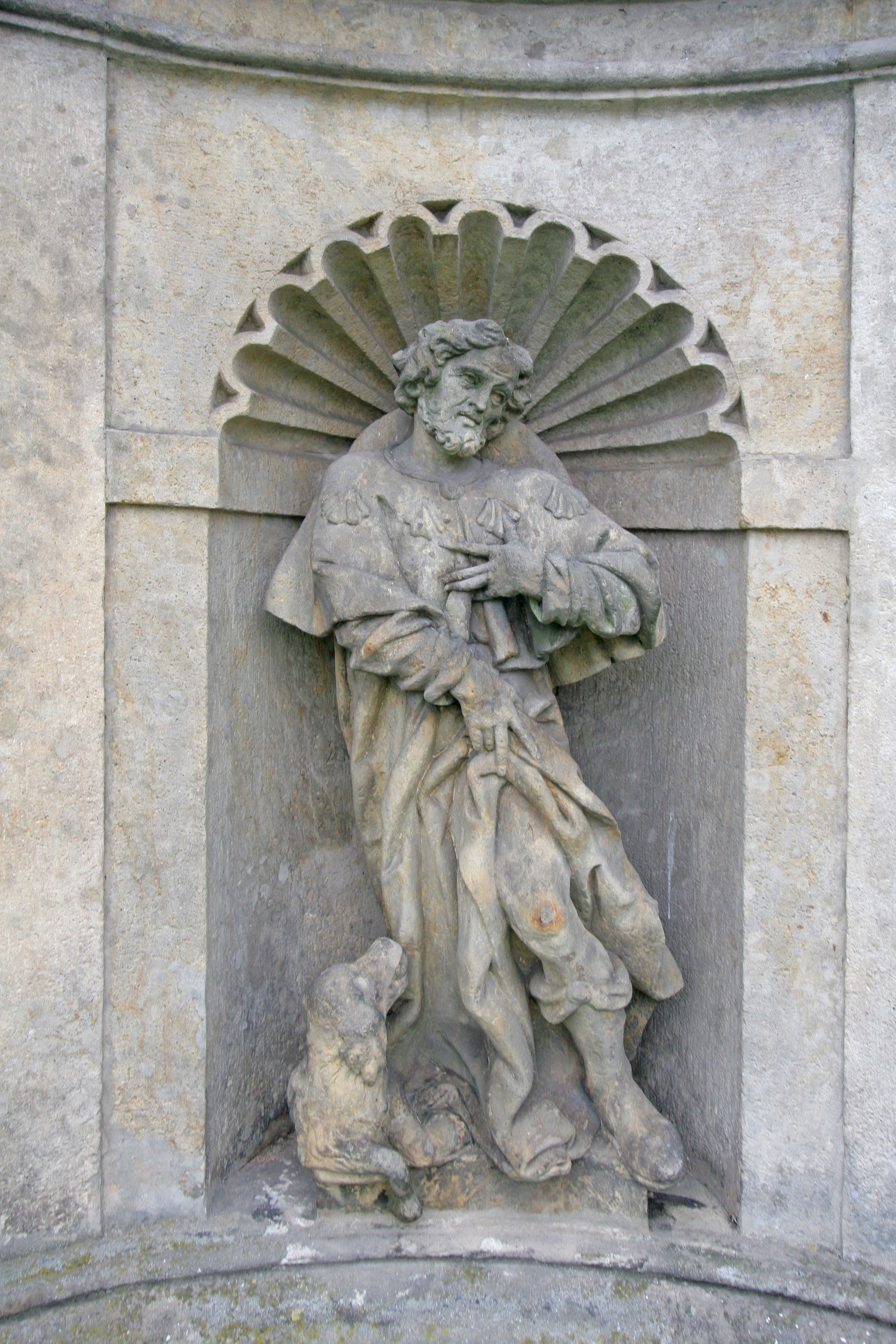
Mariánský sloup v Novém Bydžově - svatý František Xaverský
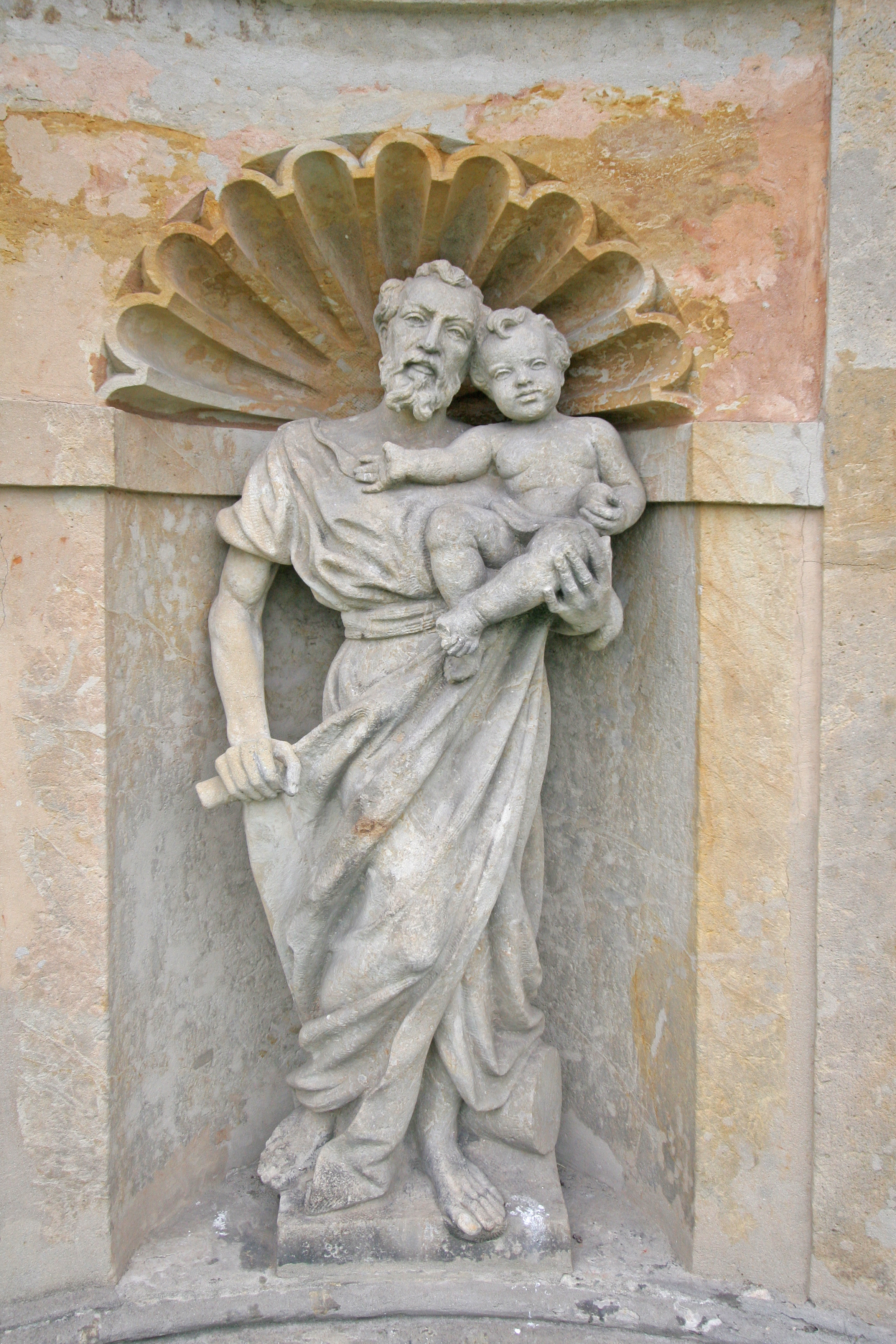
Mariánský sloup v Novém Bydžově - svatý Josef
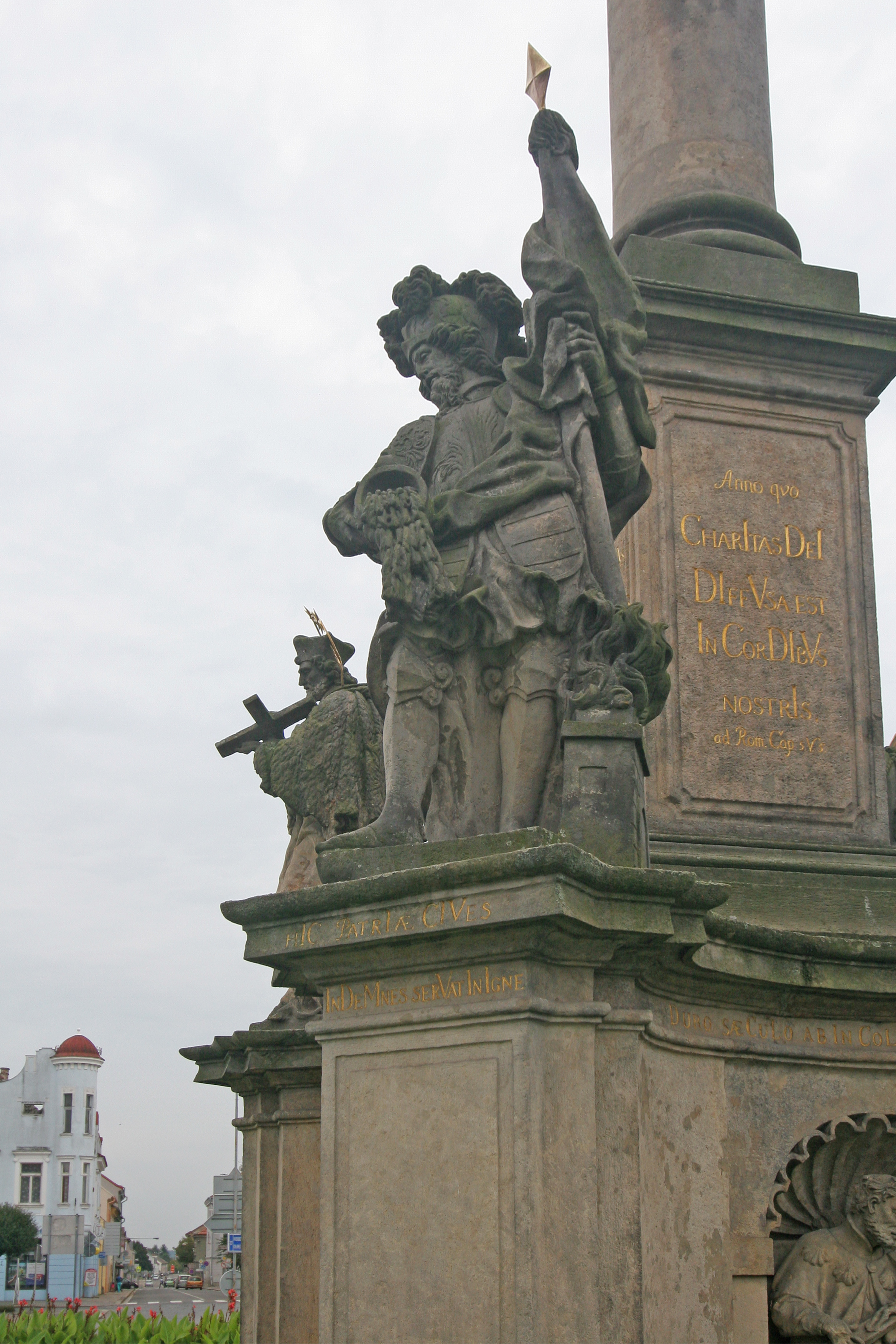
Mariánský sloup v Novém Bydžově - svatý Florián
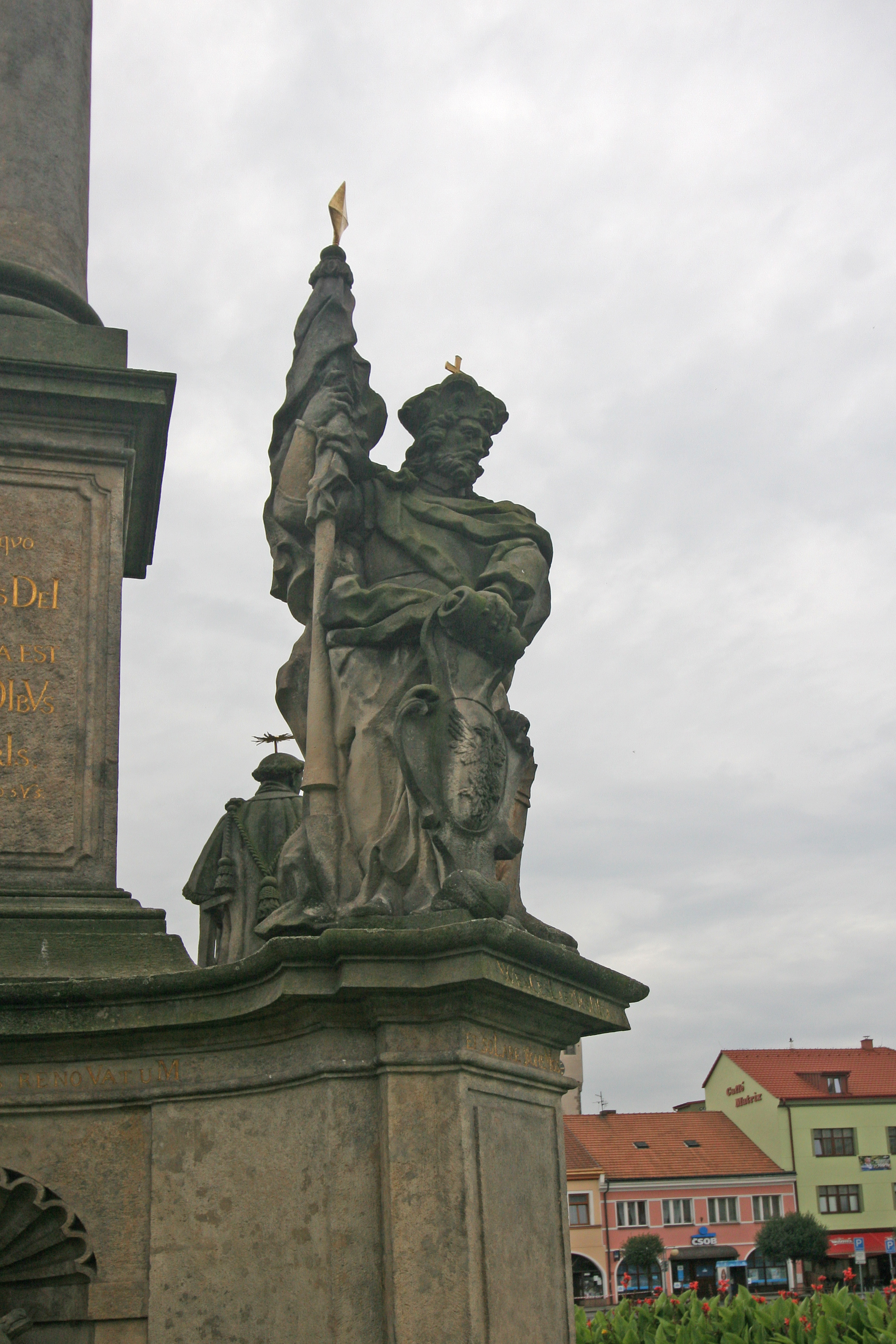
Mariánský sloup v Novém Bydžově - svatý Václav